# Orinus
Orinus  es un género de plantas herbáceas,  perteneciente a la familia de las poáceas. Es originario del oeste del Himalaya.

## Taxonomía
El género fue descrito por Albert Spear Hitchcock y publicado en Journal of the Washington Academy of Sciences 23: 136, f. 2. 1933. La especie tipo es: Orinus arenicola 
Etimología
El nombre del género deriva del griego oreinos (alpino), aludiendo a su hábitat.

## Especies
- Orinus anomala
- Orinus arenicola
- Orinus kokonorica
- Orinus thoroldii
- Orinus tibeticus